# Y (Somme)
Y [i] ist eine französische Gemeinde mit 88 Einwohnern (1. Januar 2022) im Département Somme in der Region Hauts-de-France. Sie gehört zum Arrondissement Péronne und zum Kanton Ham. Die Bewohner nennen sich selbst „Ypsiloniens“. Y hat den kürzesten Namen aller Kommunen in Europa.

## Geografie
Die Gemeinde Y liegt zwei Kilometer östlich der Somme und etwa 20 Kilometer westlich von Saint-Quentin.

## Geschichte des Ortes und seines Namens
Der Name des Ortes ist in folgenden Formen belegt: Iacum (ohne Datum, offenbar spätestens im 9. Jahrhundert); (Villa) Iei im Jahr 1050; dann in der Form I im Jahr 1166; Hy im 13. Jahrhundert; und schließlich bereits in der heutigen Schreibung Y in den Jahren 1241–1242.
Aus der belegten Form Iacum ist die ältere Form *Idiacum erschließbar. Sie setzt sich zusammen aus dem germanischen (fränkischen) Personennamen Ido, dessen -d- zwischen Vokalen seit dem Altfranzösischen regelmäßig durch Assimilation verschwand, und dem Suffix gallischen Ursprungs -(i)acum mit der Bedeutung „Ort von“ oder „Eigentum von“. Der Name bedeutete ursprünglich also „Ort des Ido“ (= „Ort, an dem Ido wohnt“ oder „Ort, dessen Eigentümer Ido ist“). Die Endung -(i)acum wurde im Fränzösischen regelmäßig zu -y verkürzt, womit sie in diesem Falle mit der ersten Silbe veschmolz. Y ist damit der einzige französische Ortsname, der aus einem einzigen Buchstaben besteht.
In der Umgebung von Y gibt es weitere Gemeinden, deren Endung -y auf das Suffix -(i)acum (bzw. -igny aus dessen verlängerter Variante -iniacum) zurückgeht, nämlich Falvy (Faleviacum 1135), Matigny (Matheniacum XI. Jahrhundert) usw.
Y lag während des Ersten Weltkriegs im Kampfgebiet und aus diesem Grunde kam es damals zu Zerstörungen, u. a. der Kirche Saint-Médard, die während der 1920er Jahre wieder aufgebaut wurde.

## Gemeindepartnerschaften
Y schloss mit Llanfairpwllgwyngyllgogerychwyrndrobwllllantysiliogogogoch – dem Ort mit dem längsten Ortsnamen Europas – und Ie in den Niederlanden Partnerschaften.